# Ben's Brother
Ben's Brother est un groupe de rock britannique formé en 2006 à Londres, en Angleterre. Mené par Jamie Hartman, il est composé de cinq membres :
- Jamie Hartman : Chant
- Kiris Houston : Guitare, Clavier
- Dan McKinna : Basse
- Dave Hattee : Batterie
- Morgan Quaintance : Guitare

## Discographie

### Albums
| Années | Noms                 |
| ------ | -------------------- |
| 2007   | Beta Male Fairytales |
| 2009   | Battling Giants      |

### Singles
| Années | Nom          | Extrait de l’album   |
| ------ | ------------ | -------------------- |
| 2007   | Beauty Queen | Beta Male Fairytales |
| 2007   | Rise         | Beta Male Fairytales |
| 2007   | Let Me Out   | Beta Male Fairytales |
| 2007   | Carry On     | Beta Male Fairytales |

### Reprise
En 2005, la chanteuse Nolwenn Leroy adapte en français le titre Find me an angel qui devient Mon ange. Le titre issu de l'album Histoires naturelles rencontre un beau succès en France mêlant sur cette mélodie enjouée un texte émouvant, hommage à une petite fille disparue.